# کاترین استدمن
کاترین استدمن (انگلیسی: Catherine Steadman) بازیگر اهل بریتانیا است. وی دانش‌آموختۀ دانشکده تئاتر آکسفورد است.

## گزیدهٔ آثار

### سینما
- درباره زمان (۲۰۱۳)
- صید ماهی آزاد در یمن(۲۰۱۰)
- گرد و غبار (۲۰۰۹)

### تلویزیون
- دانتون ابی (۲۰۱۵)